# 밀양 용궁사 대송당 묘원 진영
밀양 용궁사 대송당 묘원 진영(密陽 龍宮寺 對松堂 妙圓 眞影)은 대한민국 경상남도 밀양시, 용궁사에 있는 초상화이다. 2014년 1월 23일 경상남도 유형문화재 제546호로 지정되었다.
이 작품은 1749년 화승 혜식이 조성한 진영으로 그의 뛰어난 필선과 생동감있는 표현이 돋보이는 수작이다. 좌안7분면으로 화문석위에 가부좌를 한 전신상이다.
대송당 묘원에 대해서는 현전하는 기록이 없어 행적이나 출신지를 알 수 없지만 화제란을 보아 사명대사 계보의 송파스님 직전제자였음을 추측할 수 있다.
화승 혜식의 화풍을 알 수 있는 작품으로 문화재적 가치가 뛰어나다.

## 참고 자료
- 밀양 용궁사 대송당 묘원 진영 - 국가유산청 국가유산포털